# Jared Jeffries
Jared Scott Carter Jeffries (ur. 25 listopada 1981 w Bloomington) – amerykański koszykarz, występujący na pozycjach silnego skrzydłowego lub środkowego.
W 2000 został wybrany najlepszym zawodnikiem amerykańskich szkół średnich (przez Gatorade) oraz stanu Indiana (Indiana Mr. Basketball, Indiana Gatorade Player of the Year). Wystąpił też w meczu wschodzących gwiazd – Nike Hoop Summit. Zaliczono go do I składu Parade All-American oraz II USA Today's All-USA.
W 2004 reprezentował Washington Wizards podczas rozgrywek letniej ligi NBA w Orlando i Las Vegas.

## Osiągnięcia
Na podstawie, o ile nie zaznaczono inaczej.
NCAA
- Wicemistrz NCAA (2002)
- Uczestnik turnieju NCAA (2001, 2002)
- Mistrz sezonu zasadniczego konferencji Big 10 (2002)
- Koszykarz roku konferencji Big 10 (2002)[2]
- Najlepszy pierwszoroczny zawodnik Big 10 (2001)[3]
- Zaliczony do:
  - I składu:
    - Big 10 (2002)
    - turnieju:
      - Big 10 (2001)
      - Great Alaska Shootout (2002)

  - II składu:
    - All-American (2002)
    - Big 10 (2001)